# Instacart
Instacart — американская компания, которая предоставляет услуги по доставке продовольствия в США и Канаде. Предлагает свои услуги через мобильное приложение и веб-сайт. Сервис позволяет пользователям заказывать необходимые продукты из магазинов, участвующих в системе.

## История
Instacart был основан в 2012 году предпринимателем Апурва Мехта, который ранее работал в сервисе Amazon.com. Апурва родился в Индии и переехал со своей семьей в Канаду в 2000 году. Он проходил обучение в Университете Ватерлоо, который окончил в 2008 году. Являлся участником Y Combinator's Summer 2012, который в конечном счете привел к созданию сервиса Instacart. В 2013 году Мехта был включена в список «Forbes 30 до 30». Апурва работал в BlackBerry, Qualcomm, Amazon в качестве инженера по цепочке поставок. До основания Instacart Апурва пытался создать не менее 20 подобных сервисов. В том числе это были рекламная сеть для социальных игр, попытка создания социальной сети для юристов и т. д.
Instacart первоначально начал работу в городе Сан-Франциско. К апрелю 2015 года в компании работало около 200 сотрудников. Была введена новая система работы, позволяющая некоторым работодателям выбирать неполный рабочий день сотрудников.

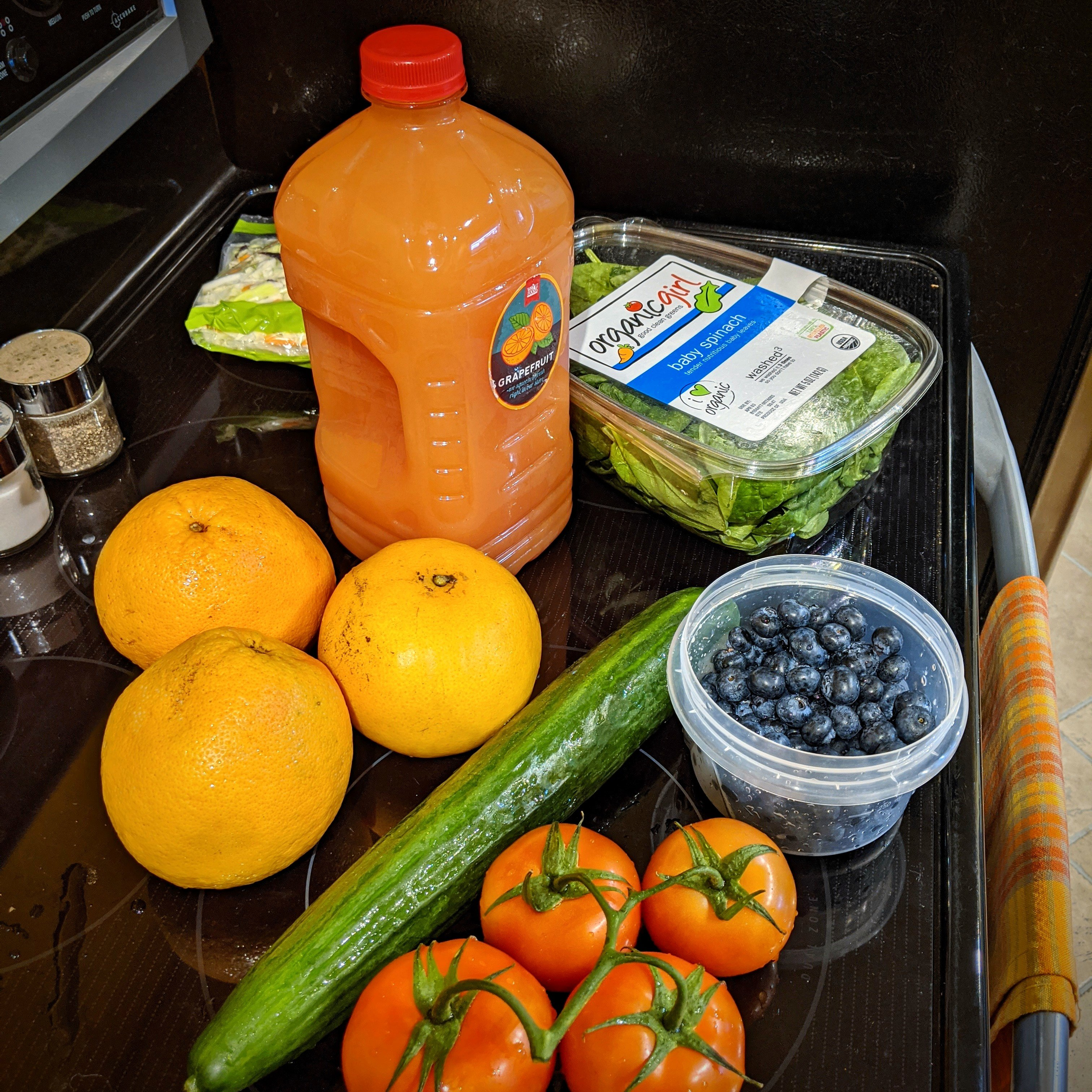
Продукты, доставляемые Instacart

В сентябре 2016 года Instacart объявила о расширении зоне обслуживания в Чикаго. В октябре 2016 года объявлено о расширении охвата в округе Оранж (Калифорния) и Миннеаполисе. В ноябре 2016 года компания изменила свою политику и удалила вариант, позволяющий клиентам оставить персональную благодарность работникам вместо стандартной оплаты за обслуживание. Необходимость защиты прав клиентов и сотрудников заставила компанию восстановить прежние правила с некоторыми изменениями, в том числе «сервисный сбор» стал указываться для клиентов на отдельной странице.
В ноябре 2017 года компания начала работать в Канаде, объявив о партнерстве с компанией Loblaw. В Канаде компания начала доставку в Торонто и Ванкувере. В том же месяце некоторые работники Instacart участвовали в забастовке, протестуя против установленной минимальной заработной платы в 1 доллар США в час. По утверждению Instacart забастовка не повлияла на работу сервиса.
С середины марта до середины апреля 2020 года Instacart нанял дополнительных 300 000 сотрудников для того, чтобы удовлетворить сильный всплеск спроса на доставку продуктов во время пандемии COVID-19. По данным Apptopia продемонстрировано увеличение ежедневной загрузки на 218% в связи с мерами социального дистанцирования. Instacart также начал предоставлять новые услуги в связи с пандемией, в том числе появилась опция бесконтактной доставки.
В марте 2020 года работники Instacart угрожали 27 марта 2020 года объявить всеобщую забастовку из-за отсутствия мер безопасности в связи с резким распространением COVID-19. Инициативная группа под названием «Gig Workers Collective» призвала к общенациональной забастовке, которая была намечена на 30 марта. Они просили Indacart представлять работникам специальные защитные комплекты для того, чтобы минимизировать риск заражения при работе. По состоянию на 18 апреля 2020 года Instacart, как сообщалось, не предоставил комплекты защиты большинству своих сотрудников.
В июне 2020 года Instacart привлек 225 миллионов долларов инвестиций.
В октябре 2020 года Instacart дополнительно привлек 200 миллионов долларов инвестиций.
14 января 2021 года Instacart объявил об учреждении стипендии для поддержки вакцинации от COVID-19, для того, чтобы поддержать клиентов компании, которые решили получить вакцину от COVID-19.
В марте 2021 года Instacart привлек 265 миллионов долларов от существующих венчурных инвесторов, в том числе Андрессена Горовица, Sequoia и D1 Capital Partners, а также от институциональных инвесторов Fidelity и T. Rowe Price.

## Модель обслуживания
Заказы выполняются и доставляются лично покупателям, сервис организует выбор, упаковку и доставку заказа в пределах назначенного клиентом срока (в срок от одного часа до пяти дней). Клиенты платят за заказ личными дебетовыми или кредитными картами, Google Pay, Apple Pay и EBT-картами. Плата за доставку составляет $ 3,99 за заказы стоимостью от 35 долларов США или 7,99 долл. США за заказы до 35 долларов. Независимо от стоимости заказа есть 5% плата за обслуживание не менее 2 долларов США. Instacart предлагает абонемент, называемый Instacart Express, который предполагает ежемесячную плату 9,99 долларов США или годовую плату в размере 99 долларов США. Розничные продавцы, участвующие в программе партнерства Instacart, установили цену отдельных товаров для Instacart, которые в основном соответствуют ценам в обычных магазинах. Клиенты могут забрать свои предварительные заказы из самого магазина через отдельный сервис.